# 舟橋正輝
舟橋 正輝（ふなばし まさてる、1925年 <大正14年> 1月21日 - 2009年 <平成21年> 4月16日）は、日本の経営者。フジパン社長、会長や公益財団法人エリザベス・アーノルド富士財団の理事長なども務めた。位階は従五位。
フジパンの創業者である舟橋甚重の長男である。

## 経歴
愛知県出身。1945年に家業製パンに従事し、1957年に日本大学経済学部を卒業。
1951年にフジパン専務に就任し、1965年には社長に昇格。1994年5月には会長に就任し、1998年5月から2000年4月までに社長も兼任した。
1986年4月に藍綬褒章を受章し、1995年4月に勲三等瑞宝章を受章。
2009年4月16日多臓器不全のために死去。84歳没。死没日付をもって従五位に叙された。